# Capillipedium assimile
Capillipedium assimile är en gräsart som först beskrevs av Ernst Gottlieb von Steudel, och fick sitt nu gällande namn av Aimée Antoinette Camus. Capillipedium assimile ingår i släktet Capillipedium och familjen gräs. Inga underarter finns listade i Catalogue of Life.